# Ulva rigida
Ulva rigida (del llatí ulva -llim vegetal- i rigida -rígida-) és una espècie d'alga verda de la família Ulvaceae. Es caracteritza per tenir un botó de fixació de color bru per on s'uneix a la roca on viu.

## Morfologia
Pren la forma d'una làmina irregularment rebregada, de fins a uns 20 cm d'amplada, d'un color verd clar.
Mai no floreix puix que és un organisme que es reprodueix seguint complicats cicles biològics en què intervenen espores produïdes en els esporangis i gàmetes formats en els gametangis.

## Localització
A tot el litoral dels Països Catalans, fixada a les roques o bé surant lliurement a mercè de les ones. És freqüent a les desembocadures dels rius i, amant com és de les aigües riques en matèria orgànica, en els desguassos de les clavegueres al mar lliure o als ports.

## Època de recol·lecció
Tot l'any, però és més abundant quan fa bon temps, a la darreria de la primavera i a l'estiu.
Cal collir-la en zones d'aigües netes i es pot conservar fent-la assecar al sol fins que cruixi, o bé congelada.

## Ús gastronòmic
S'utilitza l'alga sencera -de la qual convé llevar el botó de fixació- en amanides, sopes i guisats.
Ulva rigida seca es trinxa fins que és com pols i s'afegeix a brous, purés i sopes per donar-hi gust.